# 匣鉢
匣鉢（こうばち）は、陶磁器を焼くときに、素地を火炎その他から保護し、影響を受けないようにするための用いられる耐火性の容器である。さや、えんごろ、ぼし、などともいう。

## 概要
窯道具の1つである。窯詰の時に、陶磁器を中に納め、これを積み上げる。ムライト、コーディエライト、アルミナなどの耐火材料製である。食器用は、円形であるが、タイルを焼成する際に用いられるのは、正方形や長方形が主流である。中国では少なくとも宋以来行なわれた。鎌倉時代の藤四郎は南中国の匣鉢を瀬戸に伝えたらしい。匣鉢が行なわれる地方は耐火粘土の十分にある地方に発達した。不十分な地方では裸積みで、しかし肥前国などでは天秤積みなどの工夫も考案された。瀬戸地方では匣鉢積みをさらに発達させて、棚積み法も案出された。中国の景徳鎮ではもっぱら匣鉢積みが行なわれた。日本では匣鉢積みをするのは古窯（小窯）系の東半部であり、西方のボシは普通は共素地を用い、つまり製品と同質製の粗大なものを外サヤに用いていた。「極真焼」の工夫はこの共ザヤから案出したもので、結晶釉の絶対的還元焼成なども、極真ボシの応用の結果である。
匣鉢と共に、窯道具としては、セッターや箱鞘（箱さや）も存在する。セッターはローラーハースキルンで用いられる。
箱サヤは、タイル以外では原料焼成にも用いられる。